# Пјетрероте (Казерта)
Пјетрероте је насеље у Италији у округу Казерта, региону Кампанија.
Према процени из 2011. у насељу је живело 89 становника. Насеље се налази на надморској висини од 9 м.